# Temporada 1977-78 de los Washington Bullets
La temporada 1977-78  fue la quinta de los Bullets dentro del área de Washington D. C. y la decimoséptima en sus diferentes localizaciones. La temporada regular acabó con 44 victorias y 38 derrotas, ocupando el tercer puesto de la Conferencia Este, alcanzando los playoffs, en los que acabaron siendo los campeones tras derrotar a Seattle SuperSonics en las Finales.

## Elecciones en elDraft
| Ronda | Puesto | Jugador      | Posición  | Nacionalidad   | Universidad   |
| ----- | ------ | ------------ | --------- | -------------- | ------------- |
| 1     | 4      | Greg Ballard | Ala-Pívot | Estados Unidos | Oregon        |
| 1     | 17     | Bo Ellis     | Ala-Pívot | Estados Unidos | Marquette     |
| 2     | 39     | Phil Walker  | Escolta   | Estados Unidos | Millersville* |

## Temporada regular
| División Central      | División Central | División Central | División Central | División Central | División Central | División Central | División Central | División Central |
| Equipo                | G                | P                | %                | PD               | Casa             | Fuera            | Div              |                  |
| --------------------- | ---------------- | ---------------- | ---------------- | ---------------- | ---------------- | ---------------- | ---------------- | ---------------- |
| y-San Antonio Spurs   | 52               | 30               | .634             | –                | 32–9             | 20–21            | 15–5             |                  |
| x-Washington Bullets  | 44               | 38               | .537             | 8                | 29–12            | 15–26            | 14–6             |                  |
| x-Cleveland Cavaliers | 43               | 39               | .524             | 9                | 27–14            | 16–25            | 9–11             |                  |
| x-Atlanta Hawks       | 41               | 41               | .500             | 11               | 29–12            | 12–29            | 8–12             |                  |
| New Orleans Jazz      | 39               | 43               | .476             | 13               | 27–14            | 12–29            | 8–12             |                  |
| Houston Rockets       | 28               | 54               | .341             | 24               | 21-20            | 7-34             | 6–14             |                  |

## Playoffs

### Primera ronda
Washington Bullets vs. Atlanta Hawks
| Fecha       | Partido                                   | Ciudad   |
| ----------- | ----------------------------------------- | -------- |
| 12 de abril | Washington Bullets 103, Atlanta Hawks 94  | Landover |
| 14 de abril | Atlanta Hawks 103, Washington Bullets 107 | Atlanta  |
|             | Washington Bullets gana las series 2-0    |          |

### Semifinales de Conferencia
San Antonio Spurs  vs. Washington Bullets
| Fecha       | Partido                                       | Ciudad      |
| ----------- | --------------------------------------------- | ----------- |
| 16 de abril | San Antonio Spurs 114, Washington Bullets 103 | San Antonio |
| 18 de abril | San Antonio Spurs 117, Washington Bullets 121 | San Antonio |
| 21 de abril | Washington Bullets 118, San Antonio Spurs 105 | Landover    |
| 23 de abril | Washington Bullets 98, San Antonio Spurs 95   | Landover    |
| 25 de abril | San Antonio Spurs 116, Washington Bullets 105 | San Antonio |
| 28 de abril | Washington Bullets 103, San Antonio Spurs 100 | Landover    |
|             | Washington Bullets gana las series 4-2        |             |

### Finales de Conferencia
Philadelphia 76ers vs. Washington Bullets 
| Fecha       | Partido                                        | Ciudad     |
| ----------- | ---------------------------------------------- | ---------- |
| 30 de abril | Philadelphia 76ers 117, Washington Bullets 122 | Filadelfia |
| 3 de mayo   | Philadelphia 76ers 110, Washington Bullets 104 | Filadelfia |
| 5 de mayo   | Washington Bullets 123, Philadelphia 76ers 108 | Landover   |
| 7 de mayo   | Washington Bullets 121, Philadelphia 76ers 105 | Landover   |
| 10 de mayo  | Philadelphia 76ers 107, Washington Bullets 94  | Filadelfia |
| 12 de mayo  | Philadelphia 76ers 99, Washington Bullets 101  | Filadelfia |
|             | Washington Bullets gana las series 4-2         |            |

### Finales de la NBA
Seattle SuperSonics vs. Washington Bullets
| Fecha      | Partido                                         | Ciudad   |
| ---------- | ----------------------------------------------- | -------- |
| 21 de mayo | Seattle SuperSonics 106, Washington Bullets 102 | Seattle  |
| 25 de mayo | Washington Bullets 106, Seattle SuperSonics 98  | Landover |
| 28 de mayo | Washington Bullets 92, Seattle SuperSonics 93   | Landover |
| 30 de mayo | Seattle SuperSonics 116, Washington Bullets 120 | Seattle  |
| 2 de junio | Seattle SuperSonics 98, Washington Bullets 94   | Seattle  |
| 4 de junio | Washington Bullets 117, Seattle SuperSonics 82  | Landover |
| 7 de junio | Seattle SuperSonics 99, Washington Bullets 105  | Seattle  |
|            | Washington gana las finales 4-3                 |          |

## Estadísticas
| Rk | Jugador         | Edad | P  | PT | MP   | TC  | TCI  | %TC  | TL  | TLI | %TL  | RO  | RD  | RT   | AS  | RB  | TAP | BP  | FP  | PTS  |
| -- | --------------- | ---- | -- | -- | ---- | --- | ---- | ---- | --- | --- | ---- | --- | --- | ---- | --- | --- | --- | --- | --- | ---- |
| 1  | Elvin Hayes     | 32   | 81 |    | 40.1 | 7.9 | 17.4 | .451 | 4.0 | 6.3 | .634 | 4.1 | 9.1 | 13.3 | 1.8 | 1.2 | 2.0 | 2.8 | 3.9 | 19.7 |
| 2  | Bob Dandridge   | 30   | 75 |    | 37.0 | 7.5 | 15.9 | .471 | 4.4 | 5.6 | .788 | 1.8 | 4.1 | 5.9  | 3.8 | 1.3 | 0.6 | 3.2 | 3.5 | 19.3 |
| 3  | Wes Unseld      | 31   | 80 |    | 33.1 | 3.2 | 6.1  | .523 | 1.2 | 2.2 | .538 | 3.6 | 8.4 | 11.9 | 4.1 | 1.2 | 0.6 | 2.2 | 2.9 | 7.6  |
| 4  | Tom Henderson   | 26   | 75 |    | 30.9 | 4.5 | 10.5 | .432 | 2.4 | 3.2 | .746 | 0.9 | 1.7 | 2.6  | 5.4 | 1.2 | 0.2 | 2.6 | 1.7 | 11.4 |
| 5  | Mitch Kupchak   | 23   | 67 |    | 26.3 | 5.9 | 11.5 | .512 | 4.2 | 6.0 | .697 | 2.4 | 4.4 | 6.9  | 1.1 | 0.4 | 0.6 | 2.7 | 2.9 | 15.9 |
| 6  | Kevin Grevey    | 24   | 81 |    | 26.2 | 6.2 | 13.9 | .448 | 3.0 | 3.8 | .789 | 1.5 | 2.0 | 3.6  | 1.9 | 0.8 | 0.2 | 2.0 | 2.5 | 15.5 |
| 7  | Phil Chenier    | 27   | 36 |    | 26.0 | 5.6 | 12.5 | .443 | 3.0 | 3.8 | .790 | 0.4 | 2.4 | 2.8  | 2.0 | 1.0 | 0.3 | 1.9 | 1.5 | 14.1 |
| 8  | Larry Wright    | 23   | 70 |    | 20.9 | 4.0 | 8.1  | .496 | 1.1 | 1.5 | .710 | 0.4 | 1.0 | 1.5  | 3.7 | 1.0 | 0.2 | 1.9 | 2.8 | 9.2  |
| 9  | Charles Johnson | 28   | 39 |    | 20.7 | 3.6 | 8.9  | .408 | 1.1 | 1.3 | .824 | 0.5 | 1.9 | 2.4  | 2.1 | 0.8 | 0.0 | 1.3 | 1.9 | 8.3  |
| 10 | Greg Ballard    | 23   | 76 |    | 12.3 | 1.9 | 4.4  | .425 | 1.2 | 1.5 | .772 | 1.3 | 2.2 | 3.5  | 0.8 | 0.4 | 0.2 | 0.8 | 1.2 | 4.9  |
| 11 | Phil Walker     | 21   | 40 |    | 9.6  | 1.4 | 4.0  | .354 | 1.6 | 2.4 | .667 | 0.5 | 0.8 | 1.3  | 1.4 | 0.4 | 0.1 | 1.6 | 1.0 | 4.5  |
| 12 | Joe Pace        | 24   | 49 |    | 8.9  | 1.4 | 2.9  | .479 | 1.2 | 1.9 | .613 | 1.0 | 1.7 | 2.7  | 0.5 | 0.2 | 0.4 | 0.9 | 1.8 | 3.9  |

## Galardones y récords
| Jugador     | Galardón                     |
| Wes Unseld  | MVP de las Finales de la NBA |
| Elvin Hayes | All-Star                     |